# The Scavenger
The Scavenger è un album discografico in studio di Nat Adderley, pubblicato dalla Milestone Records nel 1968.

## Tracce
Lato A
1. Sweet Emma – 4:48 (Nat Adderley)
2. Rise, Sally, Rise – 5:22 (Nat Adderley)
3. Unilateral – 6:02 (Julian Adderley)
4. Melnat – 2:58 (Melvin Lastie)

Durata totale: 19:10
Lato B
1. The Scavenger – 8:09 (Joe Zawinul)
2. Bittersweet – 4:53 (Nat Adderley)
3. But Not for Me – 5:04 (George Gershwin, Ira Gershwin)

Durata totale: 18:06

## Musicisti
Sweet Emma / Bittersweet
- Nat Adderley - cornetta
- Nat Adderley - tromba elettrica (brano: Bittersweet)
- Mel Lastie - cornetta
- Joe Zawinul - pianoforte
- Victor Gaskin - contrabbasso
- Roy McCurdy - batteria
- Bill Fischer - arrangiamento (strumenti ad arco), conduttore musicale
- Sezione strumenti ad arco - componenti non accreditati

Rise, Sally, Rise / Melnat
- Nat Adderley - cornetta
- Mel Lastie - cornetta
- Joe Zawinul - pianoforte elettrico
- Victor Gaskin - contrabbasso
- Roy McCurdy - batteria

Unilateral / But Not for Me
- Nat Adderley - cornetta
- Joe Henderson - sassofono tenore
- Joe Zawinul - pianoforte
- Victor Gaskin - contrabbasso
- Roy McCurdy - batteria

The Scavenger
- Nat Adderley - cornetta
- Jeremy Steig - flauto
- Joe Henderson - sassofono tenore
- Joe Zawinul - pianoforte
- Victor Gaskin - contrabbasso
- Roy McCurdy - batteria[1]